# Ruhmannsfelden
Ruhmannsfelden là một đô thị ở huyện Regen bang Bayern thuộc nước Đức.

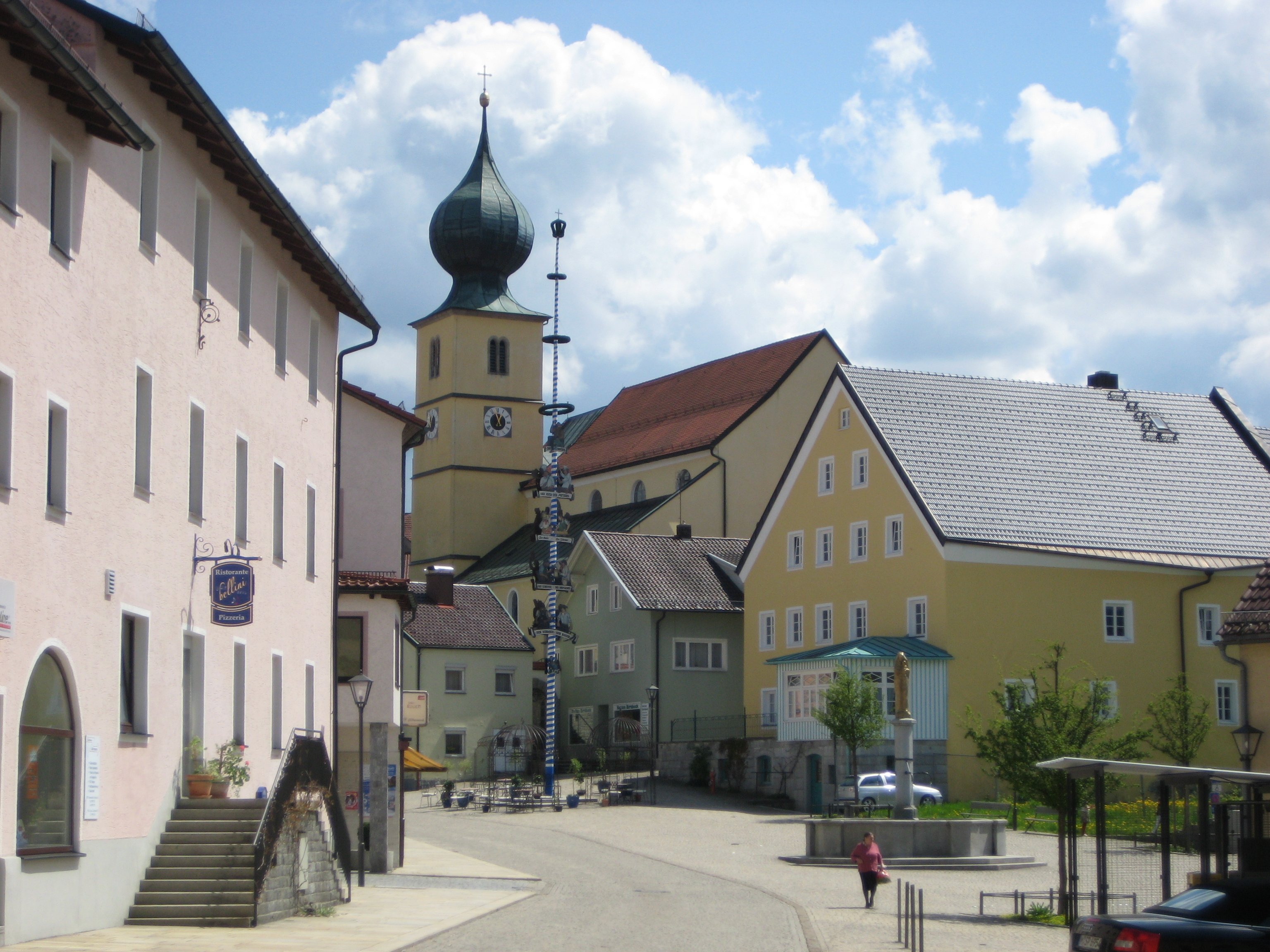
Town center
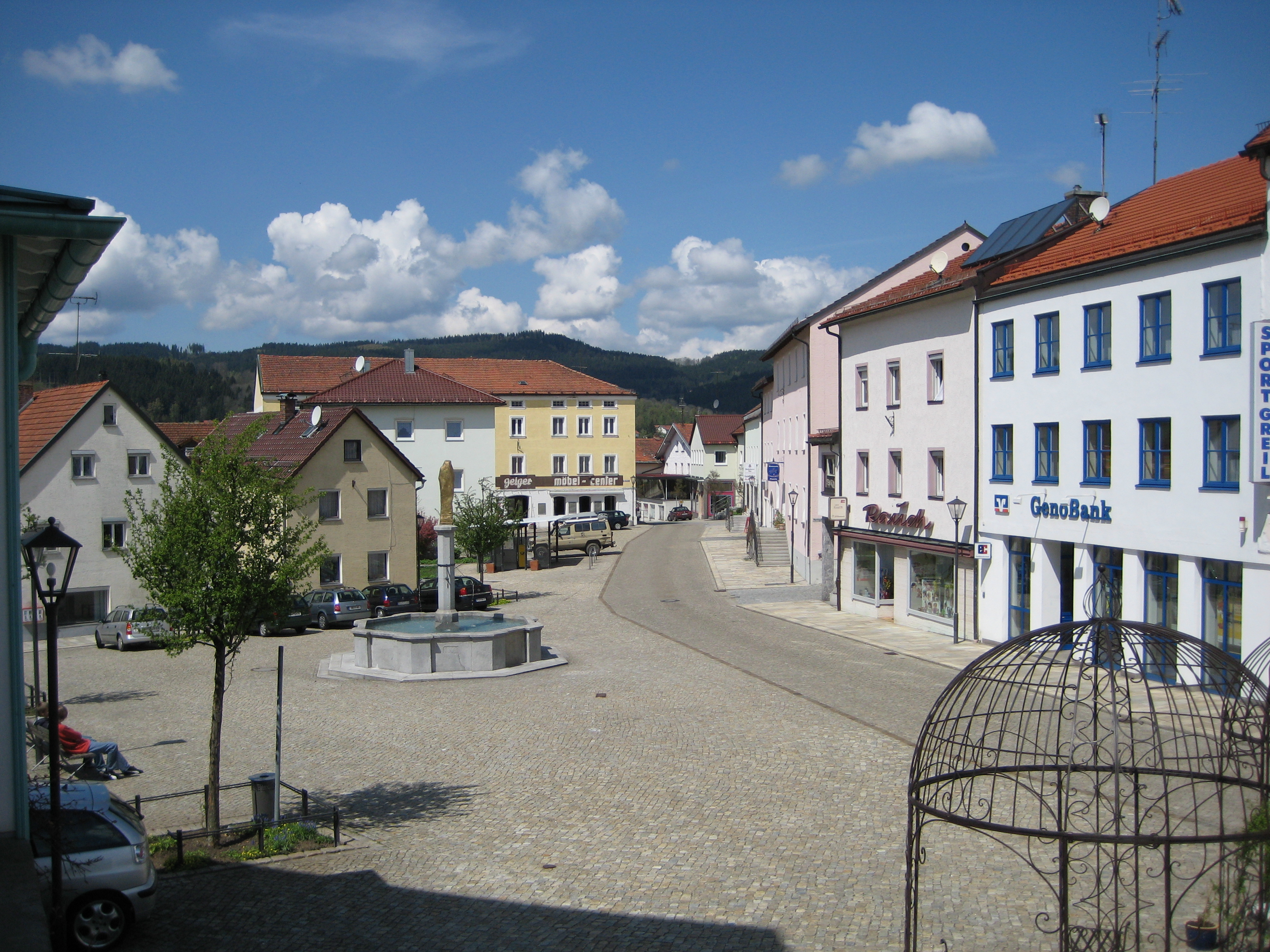
Town center
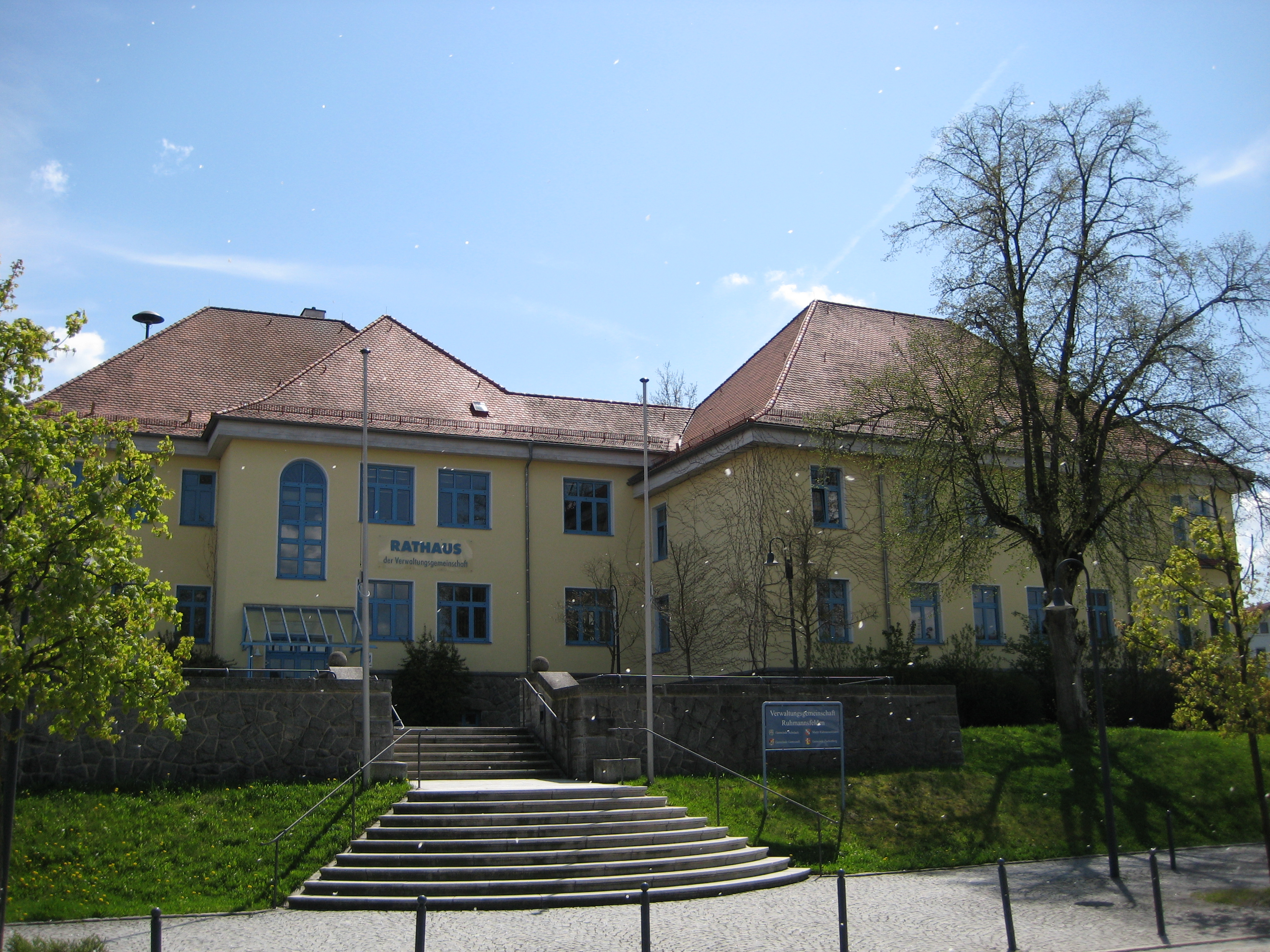
Town hall
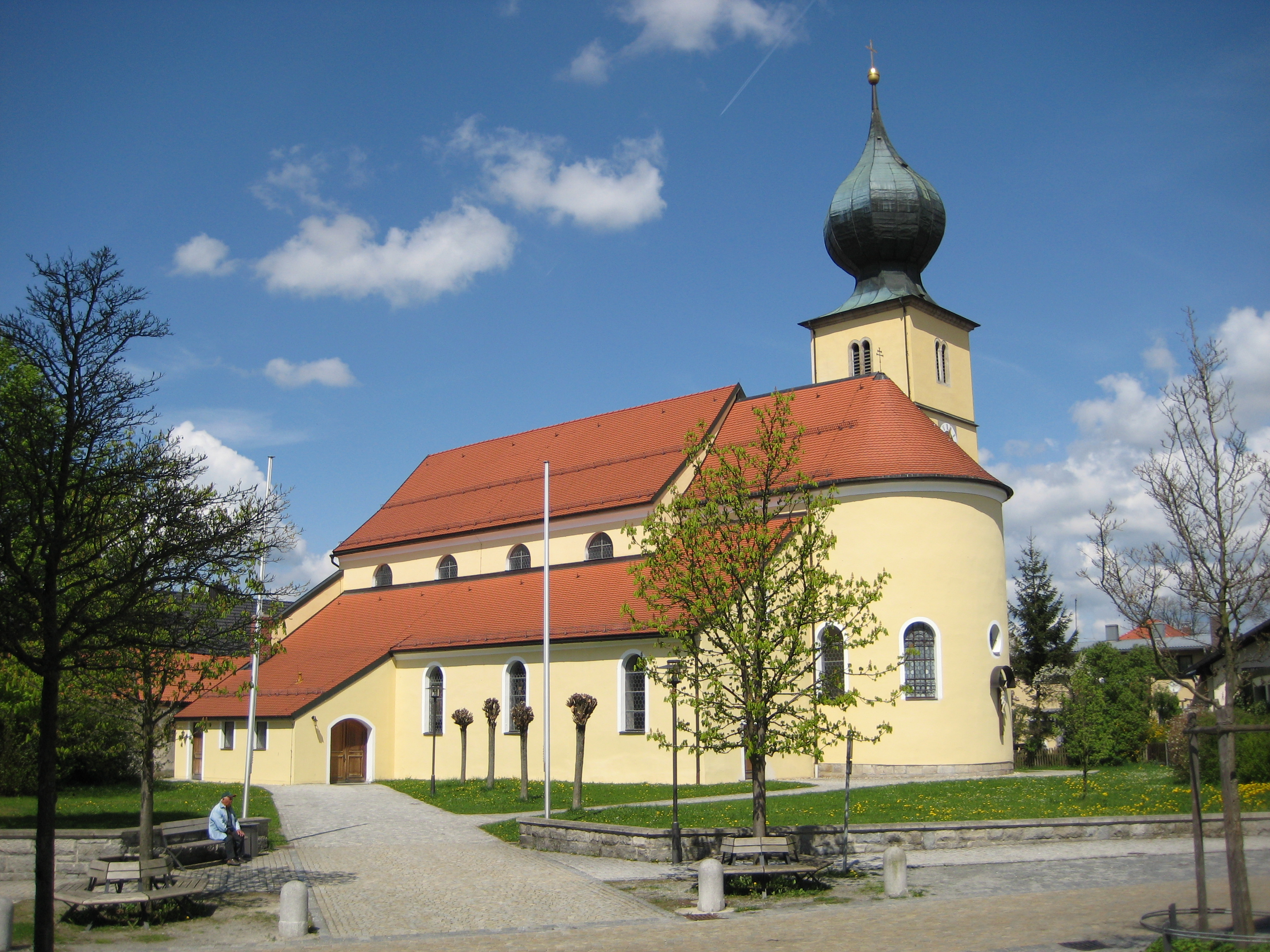
Church